# Richard von Schubert-Soldern
Richard Ritter Schubert von Soldern (* 14. Dezember 1852 in Prag; † 19. Oktober 1924 in Zwettl) war ein österreichischer Philosoph und Vertreter der Immanenzphilosophie Wilhelm Schuppes.

## Leben
Er promovierte 1879 in Prag mit einer Arbeit Über Krönung und Wahl Friedrich II und habilitierte 1882 mit der Schrift Ueber Trancendenz des Objects und Subjects an der Philosophischen Fakultät der Universität Leipzig bei Wilhelm Wundt, Moritz Wilhelm Drobisch und Max Heinze (1835–1909). In 1896 wurde er zum a. O. Professor ernannt. 1898 wurde er krankheitsbedingt aus diesem Amt entlassen und unterrichtete bis 1915 als Gymnasialprofessor am deutschen Gymnasium in Görz (Friaul-Julisch Venetien), wo er Carlo Michelstaedter beeinflusste.

## Denken
Schubert-Soldern formulierte die Immanenzphilosophie Schuppes als Solipsismus im erkenntnistheoretischen, nicht aber im praktischen Sinne. Er bestimmte das Ich als Gesamtzusammenhang aller Bewusstseinsinhalte und behauptete, dass das eigene Ich bzw. fremdpsychisches nur als Teil dieses Zusammenhanges erkennbar sind.

## Wichtigste Werke
- Ueber Transcendenz des Objects und Subjects, 1882
- Grundlagen einer Erkenntnisstheorie, 1884
- Grundlagen zu einer Ethik, 1887